# Hemiscyllium strahani
Espèce
Statut de conservation UICN

 VU B1ab(iii) : Vulnérable
Répartition géographique
Le Requin-chabot moine (Hemiscyllium strahani) vit dans le Pacifique ouest, de 5 à 10°Sud et de la surface à -20 mètres. Il peut atteindre 70 cm. de long.